# Tafsir (Saadia)
Le Tafsir (arabe : تفسير Commentaire) est une traduction de la Bible hébraïque en arabe (à l'exception, semble-t-il, des Livres des Chroniques), réalisée par Saadia Gaon, entre 922 et 928 EC. Saadia y a en outre adjoint un commentaire qui s'appuie, pour la première fois, autant sur le Texte que sur la tradition juive rabbinique.

## Traduction et commentaire
La traduction est rédigée en arabe, avec des caractères arabes, afin de la rendre accessible à tous, Juifs comme Arabes chrétiens et musulmans. Bien que ne comportant pas de paraphrase, elle est assez libre, particulièrement dans la syntaxe : Saadia n'hésite pas à s'écarter de la division du texte en versets, et à traduire d'une pièce des versets et des fragments de versets, afin de former un tout compréhensible. Comme il tend à traduire de nombreux termes et passages de façon à les harmoniser avec l'interprétation rabbinique traditionnelle, en particulier le Targoum Pseudo-Jonathan, il « fait souvent dire au texte plus et autre chose qu’il ne dit en réalité. » Ce reproche de Graetz est déjà formulé en termes sévères par Abraham ibn Ezra, mais il suppose que le texte, également destiné aux musulmans, devait être absolument clair, de peur qu'on ne raille les Juifs de ne pas comprendre leurs propres Écritures.
Ainsi que l'indique le titre, Saadia entendait faire de la traduction un commentaire en elle-même. Il y a cependant ajouté un commentaire en arabe, bien qu'il tende à limiter le nombre de gloses dans de nombreux Livres, dont celui des Psaumes. 

Le commentaire contient non seulement une interprétation exacte du Texte (selon l'auteur), mais aussi une réfutation des objections lancées à la tradition par les hérétiques, les incroyants et les sceptiques. Par conséquent, le commentaire, s'appuyant sur la tradition et la philosophie, s'oppose à la fois aux interprétations ananites de la Bible et aux lectures littéralistes qui voudraient prendre les anthropomorphismes bibliques au premier degré. Il établit par ailleurs quelles sont les bases des prescriptions explicables par la raison (mitzvot sikhlyot), sur lesquelles il est permis de spéculer, et celles qui, bien qu'inaccessibles à la raison, doivent être observées parce qu'elles ont été révélées (mitzvot shmouot), et qui ne doivent pas être appréhendées autrement que par la tradition. 
Ce faisant, il conteste souvent les opinions et méthodes karaïtes, qui répondront sur un ton vigoureux, et souvent hargneux, à ses attaques. De cette compétition naît un regain d'intérêt parmi les Rabbanites pour leur champ de bataille commun, la Bible hébraïque, que l'étude du Talmud avait fait quelque peu négliger.
Le système d'herméneutique de Saadia ne se limite pas à l'exégèse de passages particuliers, mais tend à traiter chaque Livre biblique comme un tout, et à montrer les connexions existant entre ses diverses sections. Les développements détaillés caractérisant selon Ibn Ezra les exégèses gaoniques de la Bible, semblent avoir été particulièrement importants dans le commentaire de Saadia sur le Pentateuque car, selon une citation de Juda ben Barzilaï, un volume entier était consacré à l'introduction.

## Postérité du Tafsir
Outre le fait qu'il a grandement stimulé l'activité d'exégèse de la Bible, et non plus seulement du Talmud, le Tafsir joue une autre fonction importante dans l'histoire de la civilisation juive : conçue pour répondre à l'arabisation d'une importante partie des communautés juives, la traduction sert à familiariser l'esprit juif avec la culture arabe, en un temps ou celles-ci étaient considérées comme incompatibles. Saadia ramène ainsi au judaïsme de nombreux Juifs qui avaient envisagé de l'abandonner afin de pouvoir embrasser non pas l'islam, mais la culture et l'éducation, qu'ils associent à lui. À cet égard, le Tafsir joue un rôle comparable à la Septante dans l'Antiquité ou à la traduction en allemand de Moses Mendelssohn : avec son langage clair et sa forme rationnelle, il éduque les contemporains de Saadia et les ouvre à la spéculation philosophique, tout en veillant à prémunir contre les arguments de sceptiques rationalistes. 
Réciproquement, cette traduction fit également connaître Saadia dans le monde arabe non-juif : Al-Mas'ûdî, un musulman contemporain de Saadia donne des détails sur sa vie, et un auteur du Xe siècle, Mohammed ibn Iṣḥaḳ al-Nadim, donne, dans son Fihrist al-'Ulum, une liste de onze œuvres de Saadia.
La traduction judéo-arabe de la Torah issue du Tafsir al-Toraa (commentaire sur le Pentateuque) a été incluse dans les Bibles Polyglottes de Constantinople (1546), de Paris (1645), et de Londres (1657), et dans les Bibles des Juifs du Yémen, qui la faisaient figurer au côté du Targoum d'Onkelos (Keter Torah, Jérusalem, 1894-1901). Elle a été reproduite, avec les traductions sur les autres Livres dans les Œuvres Complètes éditées sous la supervision de Derenbourg, qui contiennent aussi des portions du commentaire sur Isaïe, celui sur les Proverbes et sur le Livre de Job (intitulé Kitab al-taadil, « Livre de la justification » ou « de la théodicée »). 
Les traductions des Cinq Rouleaux attribuées à Saadia ne sont pas de lui, mais basées sur son commentaire. Les commentaires sur Daniel et Ezra seraient le fait d'un autre Saadia, qui aurait vécu au XIIe siècle, bien qu'un commentaire original de Saadia existe.